# Saraiella giudicellii
Saraiella giudicellii är en tvåvingeart som beskrevs av Vaillant 1981. Saraiella giudicellii ingår i släktet Saraiella och familjen fjärilsmyggor. Inga underarter finns listade i Catalogue of Life.